# Giovanni Angelo Borroni
Pour les articles homonymes, voir Borroni.

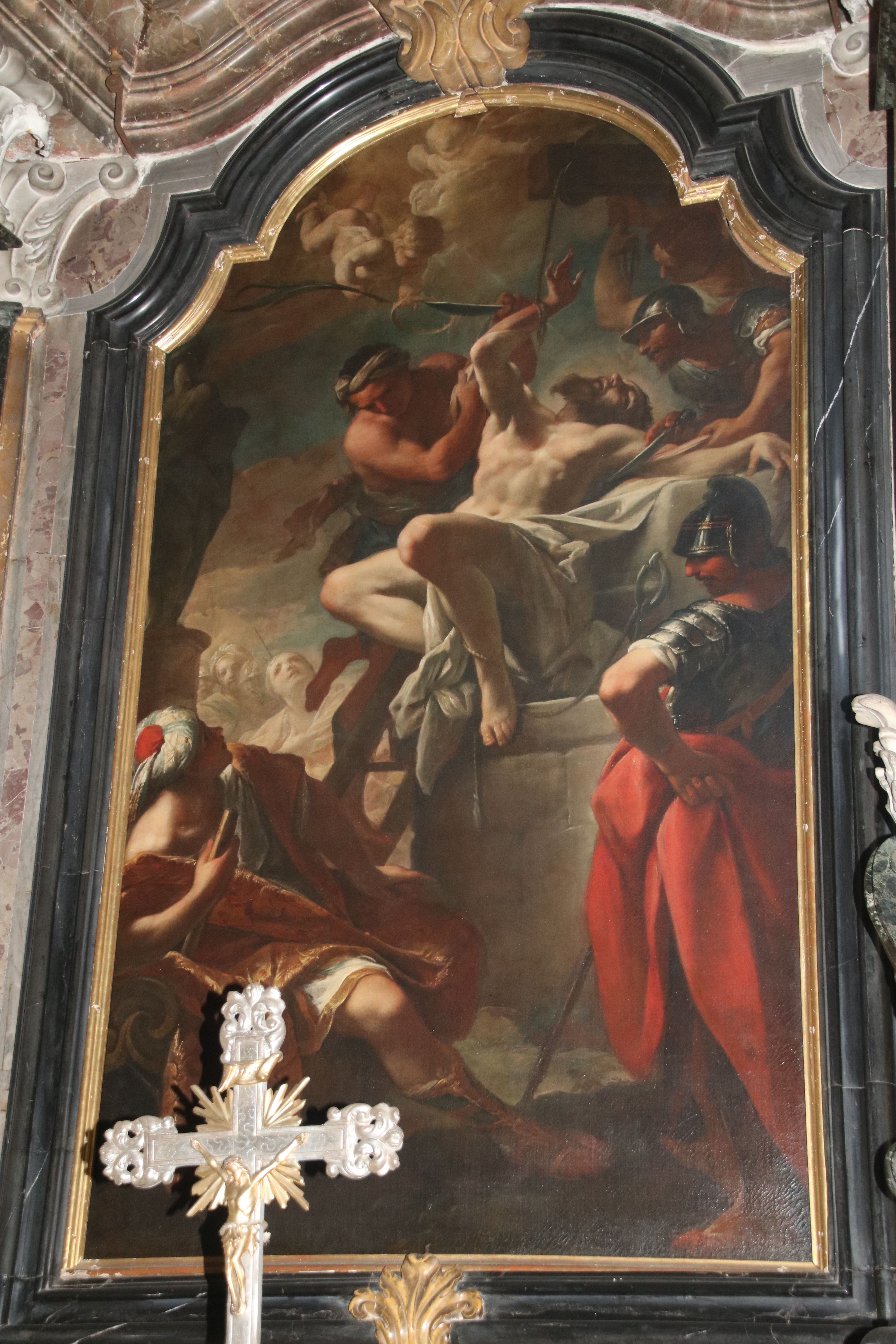

Giovanni Angelo Borroni (né le 2 septembre 1684 à Crémone en Lombardie et mort à Milan le 2 août 1772) est un peintre italien baroque du XVIIIe siècle.

## Biographie
Giovanni Angelo Borroni  a été l'élève du peintre Angelo Massarotti , et ensuite de Robert de Longe.
Après sa formation, il a été au service de la noble famille des Crivelli, et a été employé à la décoration de leurs palais.
Il a peint plusieurs tableaux pour les églises de Crémone et de Milan et il peint à fresque certaines salles du Palais Mezzabarba à Pavie.
Dans la cathédrale de Milan, il a peint Saint Benoît dans l'acte d'intercession pour la ville ainsi que des fresques inspirées de thèmes mythologiques de la Villa Brentano Carones à Corbetta, (avec Mattia Bortoloni). Il a également peint une Gloire du saint (1755) pour la coupole de l'église dédiée à saint Omobono de Crémone.

## Œuvres
- Vision de Marie-Madeleine
- La Madeleine pénitente